# مارسيلين كوكبو
مارسيلين كوكبو (بالإنجليزية: Marcellin Koukpo)‏ (5 أبريل 1995 في بنين - ) هو لاعب كرة قدم بنيني في مركز الهجوم في نادي نجران السعودي.

## روابط خارجية
مارسيلين كوكبو على موقع قاعدة بيانات كرة القدم.إي يو (الإنجليزية)
- مارسيلين كوكبو على موقع ناشيونال فوتبول تيمز (الإنجليزية)
- مارسيلين كوكبو على موقع Soccerway.com (الإنجليزية)
- مارسيلين كوكبو على موقع عالم كرة القدم.نت (الإنجليزية)